# Aleš Razým
Aleš Razým (* 19. August 1986 in Plzeň) ist ein ehemaliger tschechischer Skilangläufer.

## Werdegang
Aleš Razým lebt in Chotíkov und startete für TJ Dukla Liberec. Er begann seine internationale Karriere 2003 bei FIS-Rennen. Bei den Junioren-Weltmeisterschaften 2004 in Stryn belegte er den zwölften Platz im 10-Kilometer-Rennen und wurde mit der tschechischen Langlaufstaffel Sechster. Bis zu seinem Weltcupdebüt bei einem 15-Kilometer-Rennen in Nove Mesto (74.) bestritt er nur FIS- und Jugendrennen. Beste Platzierung bei der Junioren-WM 2005 in Rovaniemi wurde ein vierter Platz im Verfolgungsrennen. Außerdem wurde er 24. über zehn Kilometer in der freien Technik und 50. im Sprint. Erste Weltcuppunkte sammelte Razým im Dezember 2005 beim Sprint von Nove Mesto, wo er 28. wurde. Bei den Junioren-Weltmeisterschaften 2006 im slowenischen Kranj wurde er 15. über 10 Kilometer in der klassischen Technik, 21. in der Verfolgung über 2 × 10 Kilometer und 24. im Sprint. Bei der Universiade in Pragelato gewann er 2007 die Silbermedaille im Sprint. Zudem wurde er 23. in der Verfolgung über 15 Kilometer, 24. über 30 Kilometer in der freien Technik und 35. über zehn Kilometer in der freien Technik. Zu Beginn der Saison 2007/08 wurde er im Teamsprint von Düsseldorf zusammen mit Dušan Kožíšek Fünfter und belegte somit seine erste Top-Ten-Platzierung. In der Saison 2008/09 holte er mit dem 11. Platz im Sprint in Davos sein bisher bestes Weltcupeinzelergebnis. Bei der Tour de Ski 2008/09 erreichte er den 40. Platz in der Gesamtwertung. Im Februar 2009 gewann er Gold im Sprint bei der U23-Weltmeisterschaft in Praz de Lys–Sommand. Bei der Nordischen Skiweltmeisterschaft 2009 in Liberec belegte er den 12. Platz im Teamsprint und überraschte im Sprint mit dem sechsten Platz. In der Saison 2009/10 konnte er bei keinen Weltcuprennen Punkte holen. Auch bei den Olympischen Winterspielen 2010 in Vancouver kam er nur auf den 44. Platz im Sprint.
Aufgrund dieser schlechten Leistungen trat er in der Saison 2010/11 und 2011/12 vorwiegend beim Alpencup und beim Slavic Cup an, den er 2012 gewinnen konnte. In der Saison 2012/13 nahm er wieder hauptsächlich an Weltcuprennen teil. Bei der Tour de Ski 2012/13 belegte er den 43. Platz in der Gesamtwertung. Im Januar 2013 holte er in La Clusaz mit der Staffel den dritten Platz und damit seinen ersten Podestplatz im Weltcup. Seine Platzierungen bei der folgenden Weltmeisterschaft im Val di Fiemme waren der 31. Platz im Sprint, der 23. Platz über 15 km Freistil, der elften Rang in der Staffel und der achten Platz im Teamsprint. Die Tour de Ski 2013/14 beendete er auf dem 35. Platz. Bei den Olympischen Winterspielen 2014 in Sotschi errang er den 49. Platz im Sprint, den neunten Platz im Teamsprint und den achten Platz mit der Staffel. Seine Resultate bei den nordischen Skiweltmeisterschaften 2015 in Falun waren der 36. Platz im 50-km-Massenstartrennen, der 48. Rang im Sprint, der 9. Platz mit der Staffel und der sechste Rang zusammen mit Dušan Kožíšek im Teamsprint. Bei den nordischen Skiweltmeisterschaften 2017 in Lahti kam er auf den 55. Platz im Sprint, auf den 48. Rang im 50-km-Massenstartrennen und auf den 12. Platz zusammen mit Michal Novák im Teamsprint. Die Tour de Ski 2017/18 beendete er auf dem 36. Platz. Seine besten Ergebnisse bei den Olympischen Winterspielen 2018 in Pyeongchang waren der 30. Platz über 15 km Freistil und der siebte Rang zusammen mit Martin Jakš im Teamsprint. Außerdem wurde er 41. im Massenstartrennen über 50 Kilometer, 43. im Sprint, 55. im Skiathlon über 2 × 15 Kilometer und Zehnter mit der tschechischen Staffel. Nach den Winterspielen startete er noch beim Massenstartrennen im Rahmen des Weltcups im März 2018 in Oslo, wo er 49. wurde. Anschließend beendete er seine Karriere.

## Siege bei Continental-Cup-Rennen
| Nr. | Datum           | Ort                | Disziplin                 | Serie      |
| --- | --------------- | ------------------ | ------------------------- | ---------- |
| 1.  | 24. März 2007   | Kremnica           | 20 km Skiathlon           | Slavic Cup |
| 2.  | 13. Januar 2008 | Jablonec nad Nisou | Sprint Freistil           | Slavic Cup |
| 3.  | 7. Januar 2012  | Štrbské Pleso      | Sprint Freistil           | Slavic Cup |
| 4.  | 8. Januar 2012  | Štrbské Pleso      | 10 km klassisch           | Slavic Cup |
| 5.  | 10. März 2012   | Kremnica           | 15 km Freistil            | Slavic Cup |
| 6.  | 11. März 2012   | Kremnica           | 10 km Freistil            | Slavic Cup |
| 7.  | 18. März 2012   | Toblach            | 15 km Freistil Verfolgung | Alpencup   |

## Teilnahmen an Weltmeisterschaften und Olympischen Winterspielen

### Olympische Spiele
- 2010 Vancouver: 44. Platz Sprint klassisch
- 2014 Sotschi: 8. Platz Staffel, 49. Platz Sprint Freistil
- 2018 Pyeongchang: 7. Platz Teamsprint Freistil, 9. Platz Staffel, 30. Platz 15 km Freistil, 41. Platz 50 km klassisch Massenstart, 43. Platz Sprint klassisch, 55. Platz 30 km Skiathlon

### Nordische Skiweltmeisterschaften
- 2009 Liberec: 6. Platz Sprint Freistil, 12. Platz Teamsprint klassisch
- 2013 Val di Fiemme: 8. Platz Teamsprint klassisch, 11. Platz Staffel, 23. Platz 15 km Freistil, 31. Platz Sprint klassisch
- 2015 Falun: 6. Platz Teamsprint Freistil, 9. Platz Staffel, 36. Platz 50 km klassisch Massenstart, 48. Platz Sprint klassisch
- 2017 Lahti: 12. Platz Teamsprint klassisch, 48. Platz 50 km Freistil Massenstart, 55. Platz Sprint Freistil

## Platzierungen im Weltcup

### Weltcup-Statistik
Die Tabelle zeigt die erreichten Platzierungen im Einzelnen.
- 1.–3. Platz: Anzahl der Podiumsplatzierungen
- Top 10: Anzahl der Platzierungen unter den ersten zehn
- Punkteränge: Anzahl der Platzierungen innerhalb der Punkteränge
- Starts: Anzahl gelaufener Rennen in der jeweiligen Disziplin
- Hinweis: Bei den Distanzrennen erfolgt die Einordnung gemäß FIS.

| Platzierung         | Distanzrennen a | Distanzrennen a | Distanzrennen a | Distanzrennen a | Distanzrennen a | Skiathlon Verfolgung | Sprint | Etappen- rennen b | Gesamt | Team c | Team c  |
| Platzierung         | ≤ 5 km          | ≤ 10 km         | ≤ 15 km         | ≤ 30 km         | > 30 km         | Skiathlon Verfolgung | Sprint | Etappen- rennen b | Gesamt | Sprint | Staffel |
| ------------------- | --------------- | --------------- | --------------- | --------------- | --------------- | -------------------- | ------ | ----------------- | ------ | ------ | ------- |
| 1. Platz            |                 |                 |                 |                 |                 |                      |        |                   |        |        |         |
| 2. Platz            |                 |                 |                 |                 |                 |                      |        |                   |        |        |         |
| 3. Platz            |                 |                 |                 |                 |                 |                      |        |                   |        |        | 1       |
| Top 10              | 1               |                 |                 |                 |                 |                      |        |                   | 1      | 6      | 2       |
| Punkteränge         | 3               | 1               | 3               |                 |                 |                      | 14     | 1                 | 22     | 8      | 9       |
| Starts              | 8               | 6               | 29              | 2               | 3               | 21                   | 56     | 10                | 135    | 8      | 9       |
| Stand: Karriereende |                 |                 |                 |                 |                 |                      |        |                   |        |        |         |

### Weltcup-Gesamtplatzierungen
| Saison  | Gesamt | Gesamt | Distanz | Distanz | Sprint | Sprint |
| Saison  | Punkte | Platz  | Punkte  | Platz   | Punkte | Platz  |
| ------- | ------ | ------ | ------- | ------- | ------ | ------ |
| 2005/06 | 3      | 172.   | -       | -       | 3      | 75.    |
| 2006/07 | -      | -      | -       | -       | -      | -      |
| 2007/08 | 8      | 140.   | -       | -       | 8      | 95.    |
| 2008/09 | 67     | 78.    | -       | -       | 67     | 39.    |
| 2009/10 | -      | -      | -       | -       | -      | -      |
| 2010/11 | -      | -      | -       | -       | -      | -      |
| 2011/12 | 7      | 144.   | -       | -       | 7      | 91.    |
| 2012/13 | 63     | 98.    | 48      | 54.     | 15     | 78.    |
| 2013/14 | 103    | 60.    | 44      | 58.     | 43     | 47.    |